# Hacıalılı (Tovuz)
Hacıalılı è un comune dell'Azerbaigian situato nel distretto di Tovuz. Conta una popolazione di 1 545 abitanti.